# Кузьмино (Ярский район)
Кузьмино — деревня в Ярском районе Удмуртской республики России. Входит в состав муниципального образования «Еловское».

## История
В «Списке населенных мест Российской империи», изданном в 1876 году, населённый пункт упомянут как казённая деревня Мемстовская (Кузьмино) Глазовского уезда (1-го стана), при безымянном ключе, расположенная в 31 версте от уездного города Глазов. В деревне насчитывалось 10 дворов и проживало 102 человека (51 мужчина и 51 женщина).

## География
Деревня находится в северо-западной части Удмуртии, на правом берегу реки Улышур (приток реки Сизьма), на расстоянии примерно 12 километров (по прямой) к северу от посёлка Яр, административного центра района. Абсолютная высота — 252 метра над уровнем моря.

### Часовой пояс
Кузьмино, как и вся Удмуртия, находится в часовой зоне МСК+1. Смещение применяемого времени относительно UTC составляет +4:00.

## Население
| 2010 | 2012 |
| ---- | ---- |
| 111  | ↘104 |

Национальный состав
Согласно результатам переписи 2002 года, в национальной структуре населения удмурты составляли 91 %.

## Инфраструктура
В деревне функционирует фельдшерско-акушерский пункт.

## Улицы
Уличная сеть деревни состоит из четырёх улиц.